# Il Sistema Taylor - l'asservimento della macchina umana
Il Sistema Taylor: L'asservimento della macchina umana (in russo: Система Тейлора — порабощение человека машиной) è un articolo scritto da Lenin nel 1914 circa la teoria di gestione e organizzazione scientifica del lavoro illustrata da Frederick Winslow Taylor nella sua opera del 1911 The Principles of Scientific Management ("L'organizzazione scientifica del lavoro"). L'articolo venne scritto in un periodo di aumento del movimento rivoluzionario in Russia poco tempo prima dello scoppio della prima guerra mondiale, e pubblicato per la prima volta sul quotidiano Путь правды ("La via della verità") (numero 35, 13 marzo 1914).

## Descrizione
Lenin, nella sua critica al "Taylorismo" osserva che:
(Vladimir Lenin)
Inoltre, nell'articolo Lenin fece notare che "in questo particolare ed unico momento storico, il capitalismo non può stare fermo. Esso deve andare avanti e avanti. La competizione, particolarmente acuta in tempi di crisi come i nostri, fa escogitare nuovi modi per ridurre i costi di produzione. Un dominio del capitale su tutti questi fondi si trasforma in futuro negli strumenti dell'oppressione".
L'organizzazione scientifica del lavoro nel capitalismo si chiama taylorismo. Lenin chiama detta teoria economica un "sistema scientifico del sudore", o un "sistema di asservimento della macchina umana". Egli scrisse due articoli in merito „Научная" система выжимания пота (1913) e Система Тейлора — порабощение человека машиной (1914), che forniscono chiaramente il suo punto di vista fortemente critico nei confronti del sistema proposto e delle sue applicazioni pratiche. Egli rivela l'essenza di questo sistema, che è quello di "spremere" più ore di lavoro possibili durante la giornata ai lavoratori, per costringerli a lavorare quattro volte di più. Lenin sottolinea come il sistema Taylor sia l'ultima frontiera del capitalismo e "combini una raffinata brutalità dello sfruttamento borghese" a una serie delle più grandi conquiste scientifiche nel campo dell'ottimizzazione dei tempi di lavoro: l'eliminazione dei movimenti superflui e scomodi, lo sviluppo di metodi corretti di lavoro, e l'introduzione di migliori sistemi di contabilità e di controllo, ecc..

## Fondamenti del Sistema Taylor

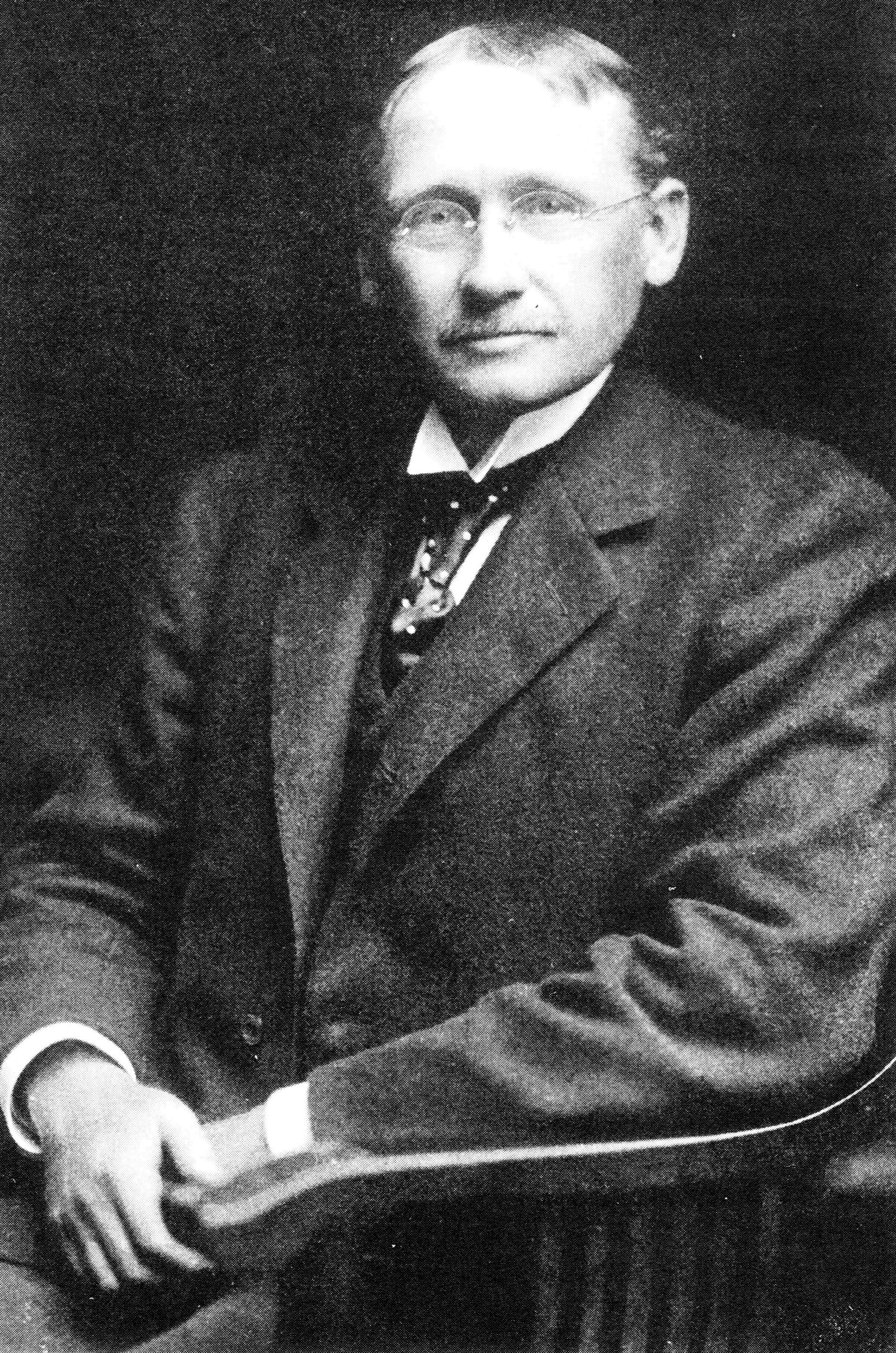
Frederick Winslow Taylor (1856-1915)

Nei fondamenti Taylor sostiene che il principale obiettivo dell'organizzazione dovrebbe essere assicurare la massima prosperità ai dirigenti, che si collega alla massima prosperità dei dipendenti, e ciò può avvenire solo come risultato di una produttività massima. Taylor sostiene che il principale obiettivo sia l'addestramento di ogni lavoratore così che possa svolgere al meglio il lavoro a cui le sue abilità naturali danno accesso.
Taylor scrive nel periodo in cui le industrie stavano creando grossi problemi di gestione e inefficienza dei lavoratori, a cui lui da tre spiegazioni:
- la convinzione luddista, presente da tempo immemore, che l'aumento di produttività di ogni uomo o macchina comporti il licenziamento di un gran numero di lavoratori;
- la convinzione (allora comune) che il lavoratore potesse trascurare il suo lavoro per tutelare da solo i propri interessi;
- l'inefficienza dei metodi di lavoro empirici (basati sull'esperienza pratica) diffusi nelle ditte che facevano sprecare al lavoratore gran parte dei suoi sforzi.

Taylor sostiene che il calo di prezzo di ogni articolo di uso comune sia la conseguenza quasi immediata di un largo incremento della sua domanda, in contrasto con chi pensa che l'aumento di produzione comporti licenziamenti (secondo Taylor se i prezzi sono bassi il mercato è in grado di assorbire la produzione senza bisogno di licenziamenti).
Quanto all'atteggiamento lavativo dei lavoratori Taylor elenca alcune citazioni sperando che diano una spiegazione esauriente.
Taylor sostiene che la sostituzione di metodologie tratte dall'esperienza con metodologie scientifiche arrecherebbero benefici a proprietari e dipendenti.
L'organizzazione scientifica del lavoro gode di alcuni principi così enunciati dal suo fondatore:
1. apprendimento organizzativo: tramite l'archivio di conoscenze scritte ed orali ovvero tutta la pratica acquisita tramite gli anni di esperienza: diari, registri, osservazioni personali, note, etc.
2. meritocrazia: la selezione e l'assunzione del personale avviene tramite valutazione bio-psichica con periodo di prova teso a valutare il carattere, la natura ed il rendimento per ogni operatore; una volta assunto si continua con progetti di formazione individuali tesi a specializzare le competenze.
3. controllo sociale: accentramento delle risposte e supervisione degli operatori
4. socializzazione del lavoro: partecipazione degli operatori alla direzione e distribuzione equa di carichi di lavoro tra operatori e dirigenti.

### Principi
Nei Principi Taylor elenca quattro punti per l'organizzazione:
- Sostituzione dell'empirico con uno studio scientifico dei compiti;
- Selezionare e quindi formare e sviluppare il lavoratore, mentre prima il lavoratore sceglieva la propria mansione e la imparava come meglio poteva;
- Fornire istruzioni dettagliate e una supervisione del rendimento dello specifico compito del lavoratore;
- Dividere il lavoro quasi equamente tra dirigenti e lavoratori, cosicché i dirigenti applichino i principi dell'organizzazione scientifica nella pianificazione del lavoro e i lavoratori svolgano di fatto il compito.

Secondo Taylor, tale combinazione di iniziativa del lavoratore, in combinazione con il nuovo tipo di lavoro svolto dalla gestione, rende la gestione scientifica molto più efficiente rispetto ai piani.
Mentre con il sistema basato sull'iniziativa e gli incentivi dei lavoratori i primi tre punti sono presenti in misura minore, con l'organizzazione scientifica essi diventano la vera essenza dell'intero sistema; mentre con il quarto punto, il problema passa dall'essere tutto sulle spalle dei lavoratori all'essere le Metà sulle spalle dei dirigenti.